# ソフトバンクショップ

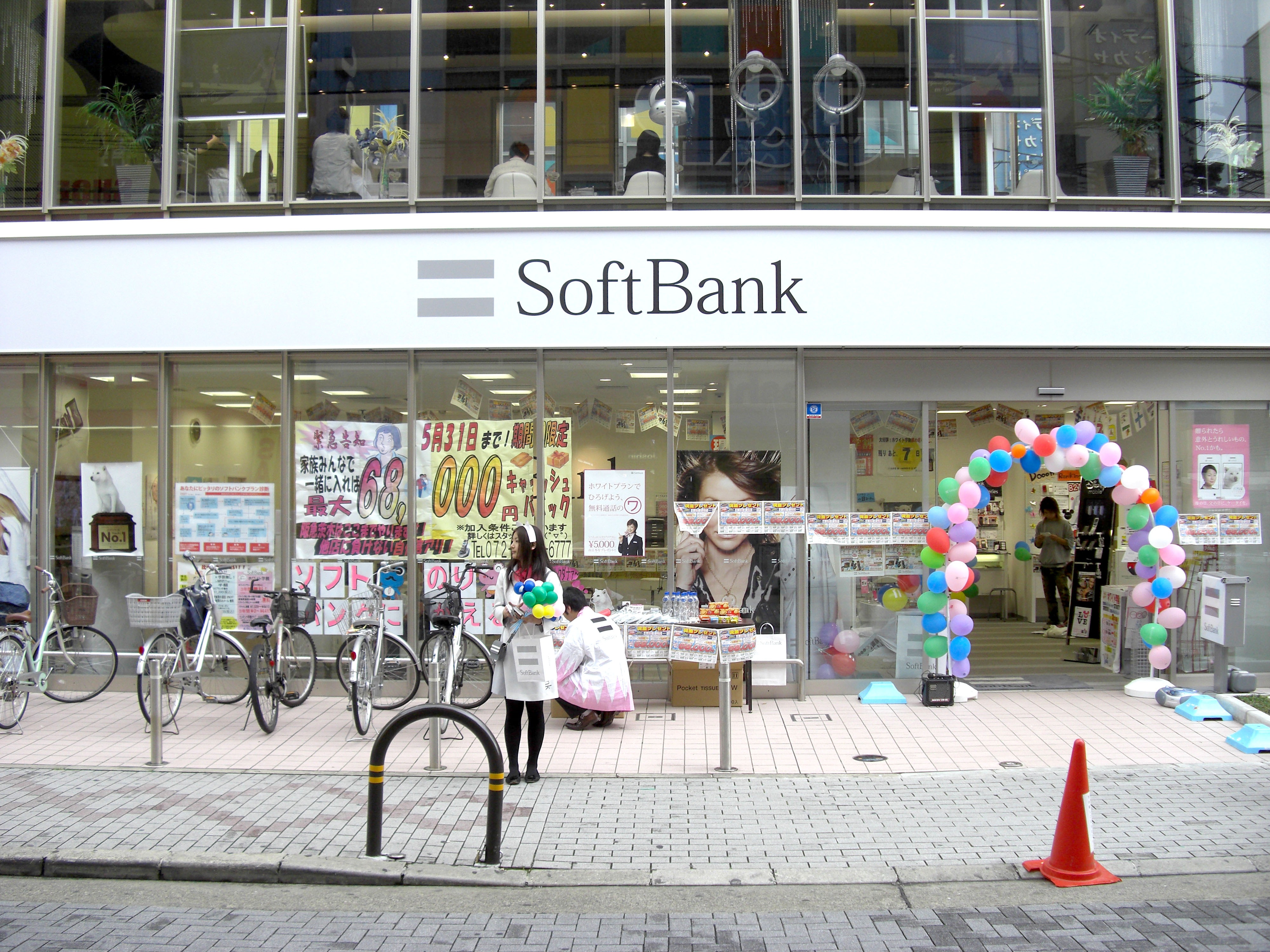
ソフトバンク阪急茨木（大阪府茨木市、2008年）

ソフトバンクショップ（SoftBankShop）は、ソフトバンクのSoftBankブランド（及び以前ディズニー・モバイル・オン・ソフトバンクを扱っていた）のみの携帯電話を取り扱う販売店（キャリアショップ）のことである。
ここでは、旧ブランド（デジタルホン、デジタルツーカー、J-フォン、ボーダフォン）の販売店についても記述する。

## 概要
各店舗の名称は「ソフトバンク○○」となり、"ドコモショップ○○店"や"auショップ○○"などと異なり、各店舗の名称には「ショップ」や「店」という文字が入らない。
ソフトバンクショップの店員は「クルー」と称される。

### 特筆すべき特徴
他の通信事業者とは異なり、「ショップ」自体が家電量販店や総合スーパーに併設されている場合がある。前者の場合、東北ではヤマダ電機LABI仙台、ケーズデンキ仙台南のケースがある。また、他地域では、ベスト電器やエディオンの大型店にも併設されている）。後者の場合、主にイオンモール等への代理店によるテナント形式（ここでの代理店とは、主にイオンモールやイオンリテールといった、イオングループ以外の企業というケースがほとんど）のケースがあげられる。ドコモショップやauショップにも家電量販店が運営する店舗が存在するが、家電の売り場とは敷地内の別の建物に設置されるか独立して存在している場合が多い。
なお、家電量販店（あるいは、デンコードー・メディアサイト21等の家電量販店系の携帯電話専門店のケースもある）設置のキャリア専門カウンターに当たる、KDDIでいうところの「auスクエア」に相当する「ソフトバンクステージ」が量販店に併設されているケースもある。
井伊基之によると、在日米軍関連の携帯電話販売はソフトバンクが独占的に扱っており、各基地内のキャリアショップはソフトバンクショップのみになっていることを明らかにしている。
福岡市博多区の西鉄雑餉隈駅前にあった「ソフトバンク雑餉隈」は、孫正義がソフトバンクグループの前身となる「ユニソン・ワールド」を創業した際に入居していたビルの1階で営業していた。

## 店舗ブランドの変遷
歴史的には、「デジタルツーカー○○店」→「J-フォンショップ○○」→「ボーダフォン○○」→「ソフトバンク○○」という店舗ブランドの変遷をしている。
2003年3月下旬からは、ボーダフォンへのブランド名変更の発表に先んじて、「J-フォンショップ」から「ボーダフォンショップ」への移行を順次行なった。2006年10月1日のソフトバンクへのブランド名変更に際しても、「ボーダフォンショップ」から「ソフトバンクショップ」へと変更された。
直営店のケースで例示すれば、「デジタルツーカー宮城支店」→「J-フォンショップ宮城」→(ショップ業務を支店から分割し、移転・改称)→「J-フォンショップ仙台クリスロード」→「ボーダフォン仙台クリスロード」→「ソフトバンク仙台クリスロード」（ソフトバンクになってから現在地に移転）となっている（直営店のほとんどは、ボーダフォンブランドになった際に、旧地域本社所在地を除けばほとんどがショップ業務を取りやめたか、支店そのものを閉鎖したかのいずれかとなる。前者のケースの場合、「デジタルツーカー秋田支店」→「J-フォンショップ秋田」→「ボーダフォン秋田（ただし、J-フォンショップのまま看板掛け替えは無し）」→ショップ業務廃止・支店事務部門を移転、という事例がある）。
代理店のケースで例示すれば、「デジタルツーカー秋田駅前店」→「J-フォンショップ秋田駅前」→「ボーダフォン秋田駅前」→「ソフトバンク秋田駅前」となっている（なお、当該店舗の立地自体は、J-フォン時代に店舗移転し、ソフトバンクになってからデジツー時代の店舗跡地に立地したホテルのテナントとして元の位置に復帰した。余談だが、デジタルツーカー時代は、仕切りで囲ってはいたものの、アステルプラザを併設し、代理店形式のアステル（アステル東北が企業として現存していた時代）のショップ店とワンストップ利用が可能だった）。2014年現在は、ソフトバンク仙台おおまちとワイモバイル仙台おおまちのケースに類似した傾向が見られる（構造上、入り口を入って半地下に下がったところがソフトバンク、階段を上がったところがワイモバイルとなっている）。
なお、「デジタルツーカー今宿店」→「J-フォンショップ今宿」→「ボーダフォン今宿」→「ソフトバンク今宿」→「ソフトバンク九大学研都市（2014年12月に移転）」（福岡市西区）の様に長期間同一の立地･建物のまま看板や内装・店舗名称の変更のみで営業を継続している店舗もある。
2015年4月1日付で、ソフトバンクモバイルがワイモバイル外2社を吸収合併し、ソフトバンクモバイルの携帯電話部門はSoftBank・Y!mobileのデュアルブランド制となったが、店舗ブランドもそのままとなり、一本化されていない。当初は、Y!mobileブランドでの契約に関する業務は一切行っていなかったが、2018年現在、一部のショップでY!mobileブランドでの契約に関する業務を行っている（Y!mobileのショップ検索で｢ソフトバンク｣のキーワードで検索すると当該店舗がヒットする）ため、実態に合わせてSoftBankとY!mobileの両方のロゴを看板に掲げたショップも存在している。

## 店舗の例

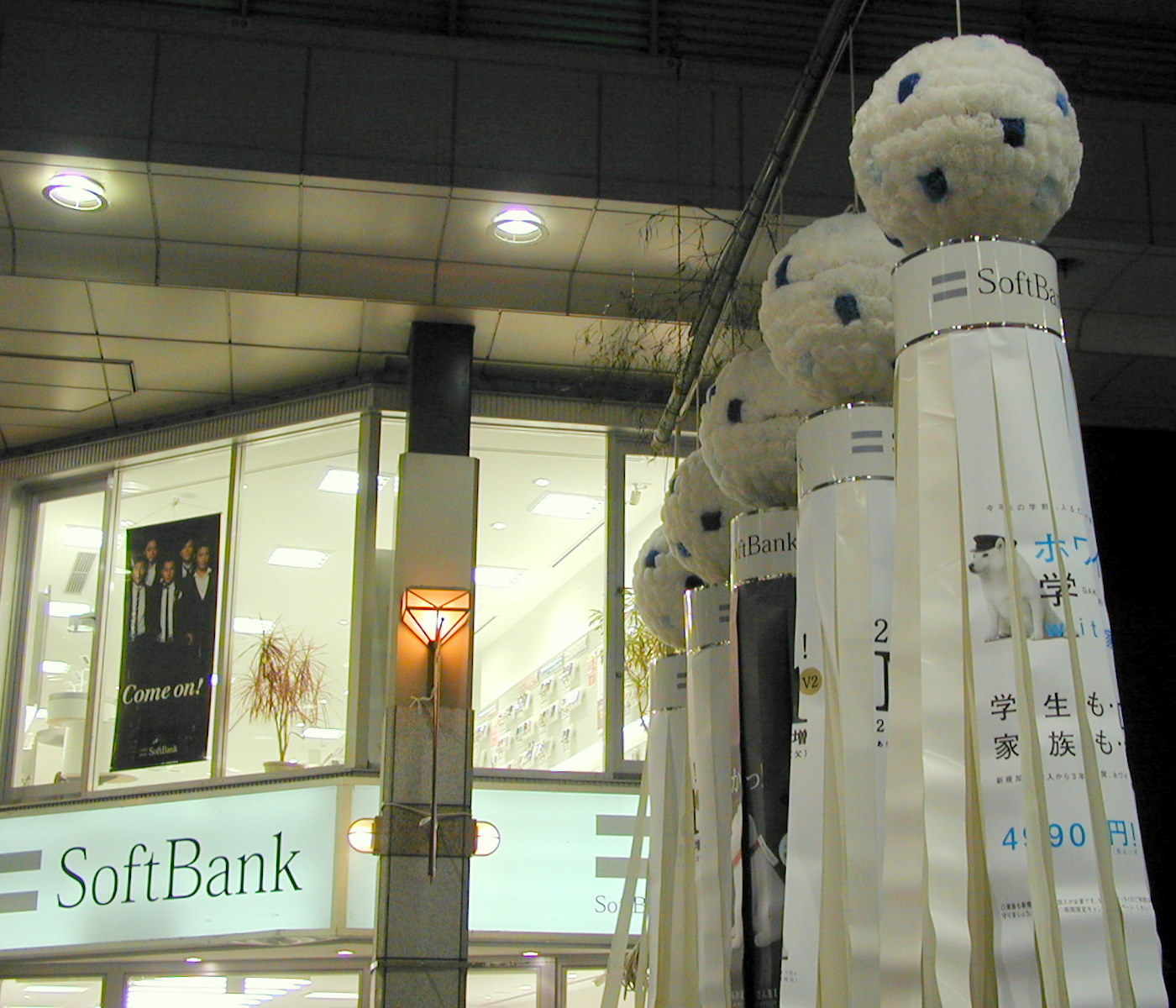
ソフトバンク仙台クリスロード (宮城県仙台市青葉区) SBM直轄拠点の事例
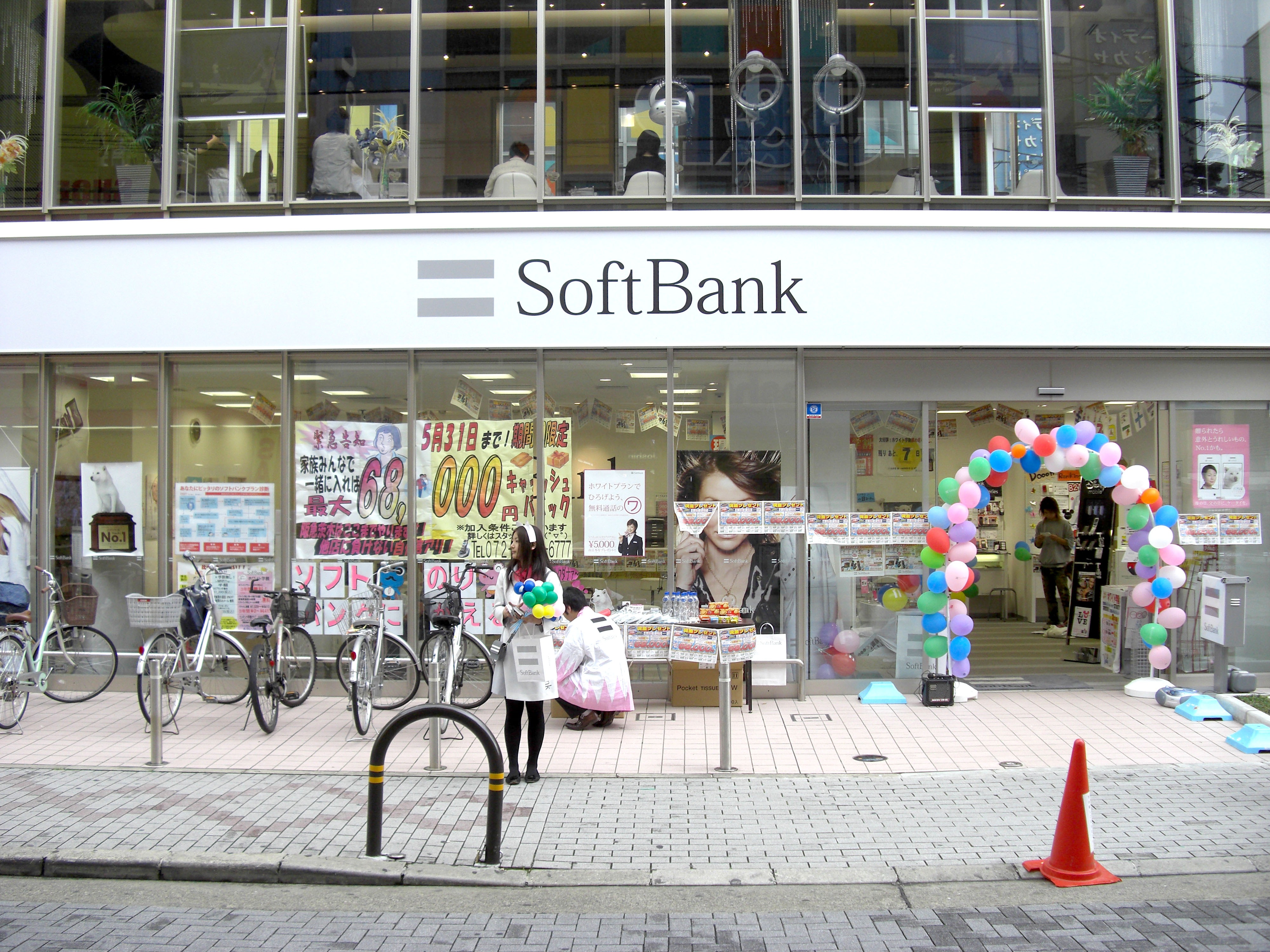
ソフトバンク阪急茨木 （大阪府茨木市）
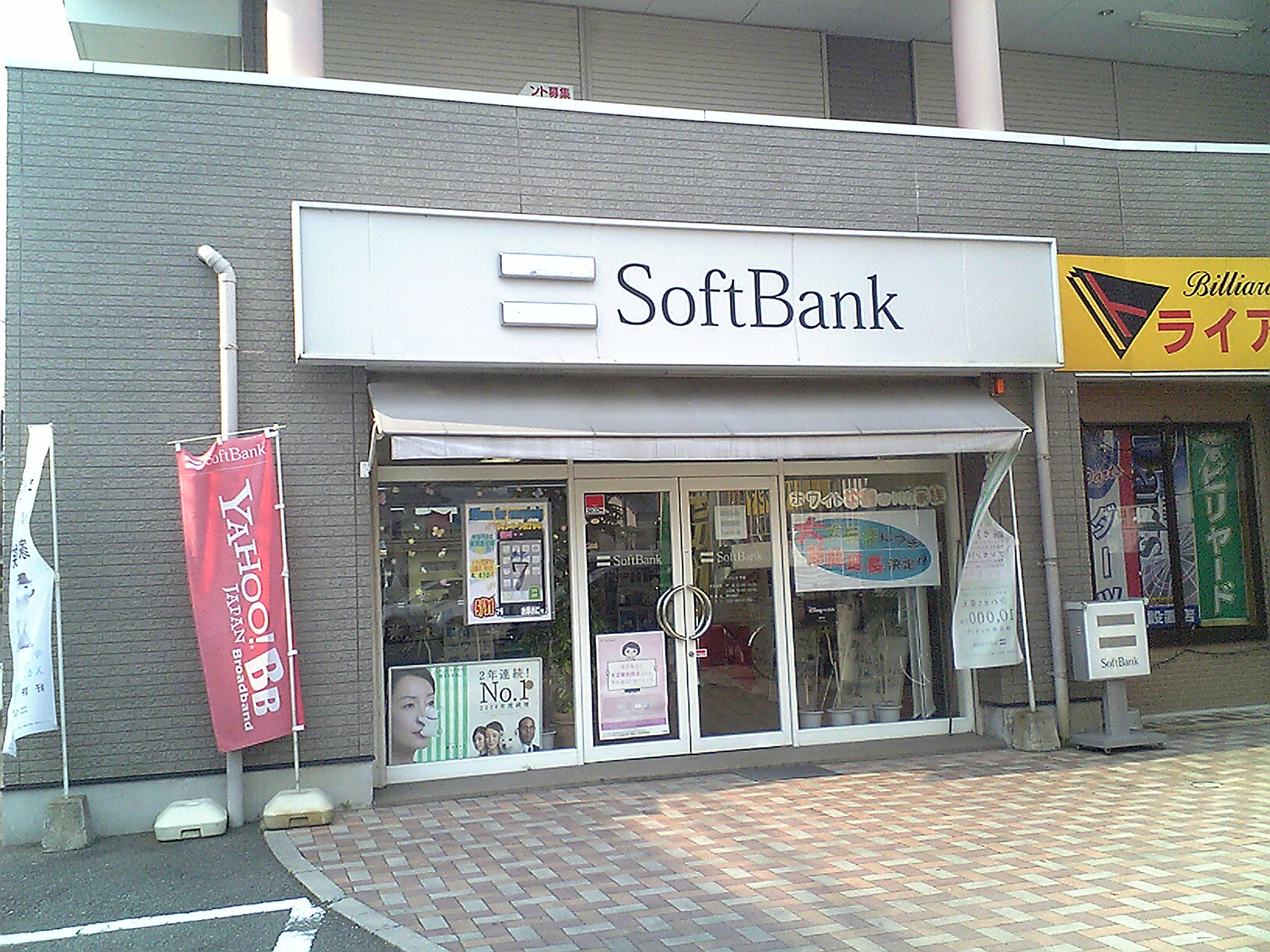
ソフトバンク今宿 （福岡市西区・移転の為閉店済） ロゴの一部が立体的になっている
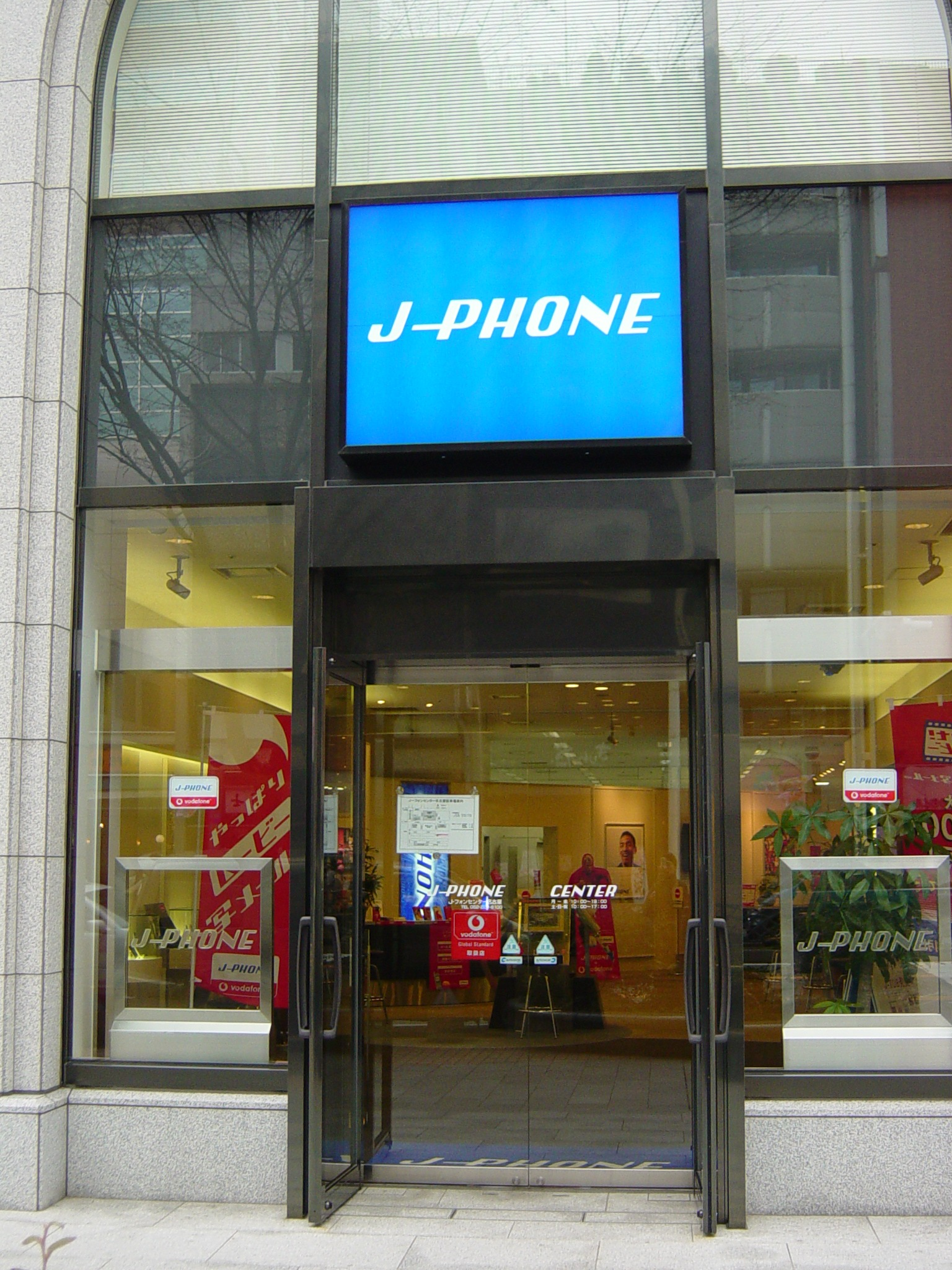
J-フォンセンター名古屋 （愛知県名古屋市）
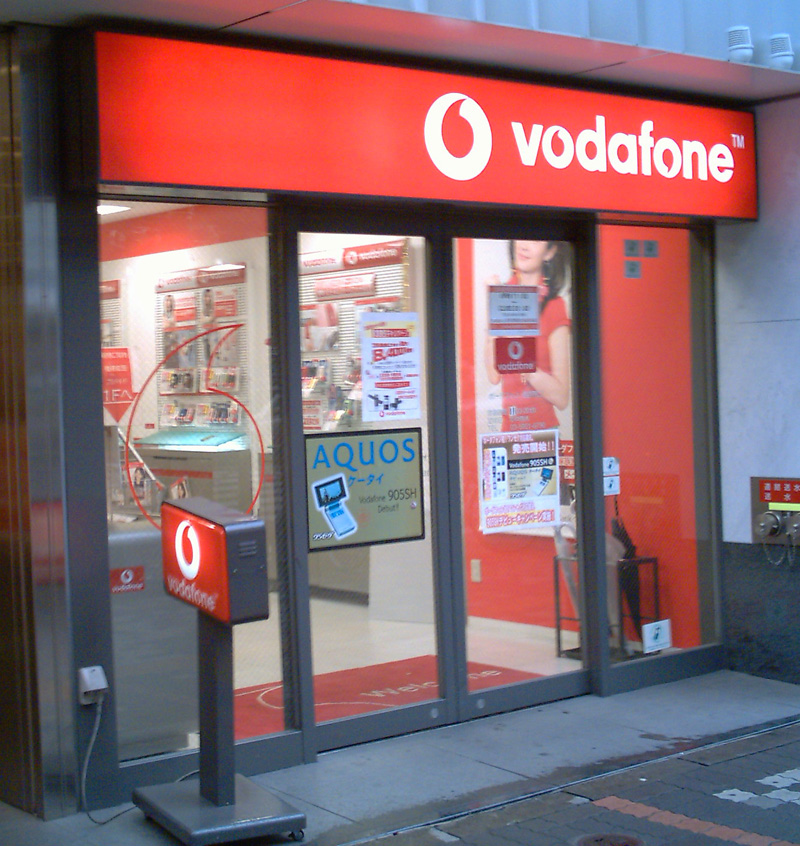
ボーダフォン池袋 （東京都豊島区）